# Elatos (Kentaur)
Elatos ist eine Gestalt der griechischen Mythologie. Er ist ein Kentaur, der von Herakles mit einem Giftpfeil getötet wird. Die einzige literarische Quelle findet sich in der Apollodor zugesprochenen Bibliotheke.

## Name
Altgriechisch: Ἔ-λᾰ-τος, É-lă-tos; lateinisch É-lă-tus. Betonung liegt immer auf der drittletzten Silbe, auch lateinisch und deutsch, da das α/a in der vorletzten Silbe lă kurz ist (Pänultimaregel).
Elatos ist die maskuline Form des femininen Ἐ-λά-τη, Ε-lá-tē, Fichte. Der Betonungs-Akut liegt hier auf der zweitletzten Silbe, da die letzte Silbe τη/tē lang ist.

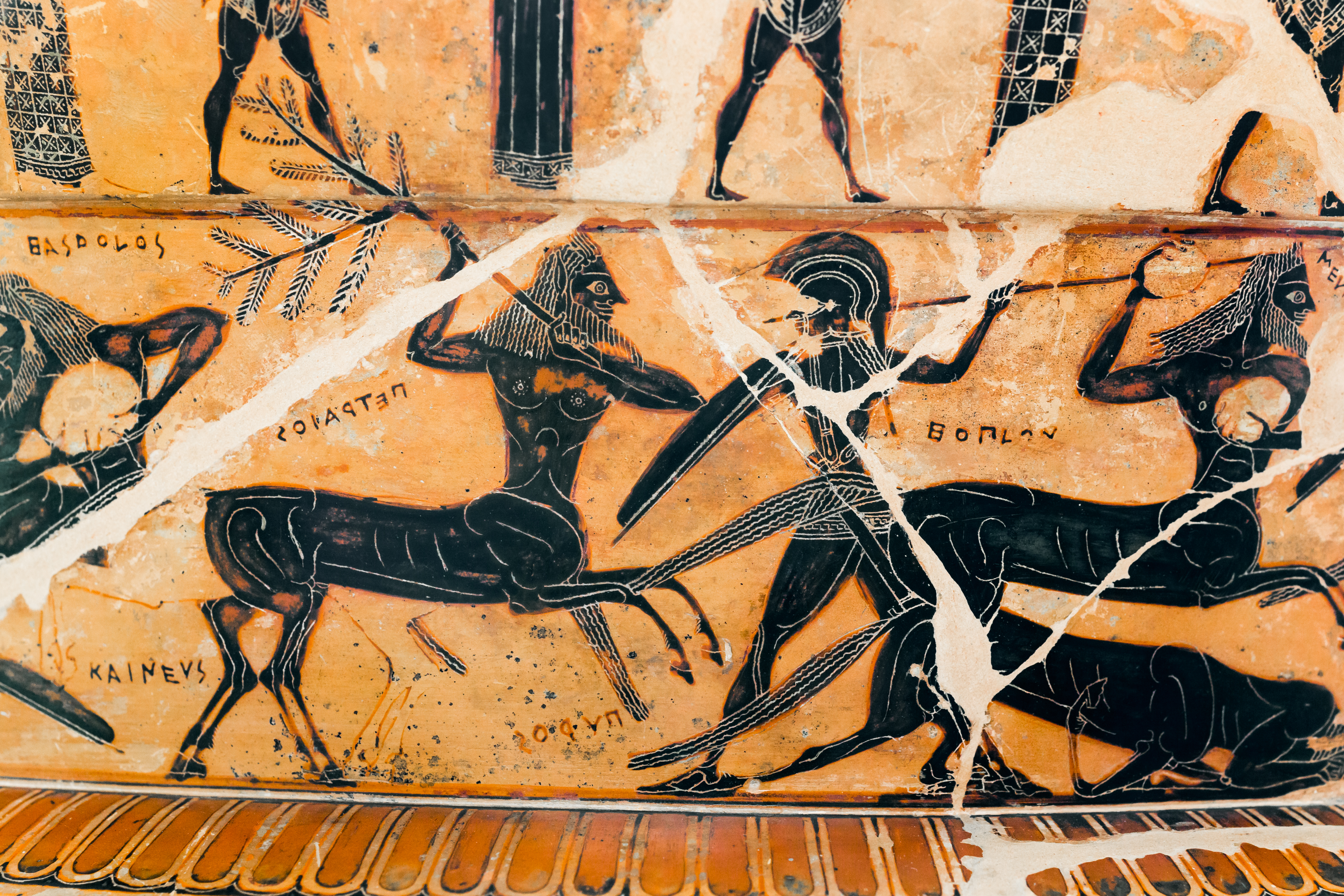
Kentaur kämpft mit Fichtenzweig, Florenz, Museo Archeologico Nazionale 4209, Françoisvase

Der Name passt gut zu einem Kentauren, kämpfen sie doch bevorzugt mit entwurzelten Fichten, Fichtenstämmen und -ästen (siehe Bild). Er hieße somit auf Deutsch „Fichte“ oder „Fichtenmann“.

## Mythos
Der elisch-arkadische Mythos des Elatos gehört zum herakleischen Sagenkreis, insbesondere zu Herakles’ Kampf gegen die Kentauren. Er berührt in einer kurzen Nebenhandlung einen kleinen Zwischenfall des Kampfgeschehens. Hauptakteure sind Herakles, eine Kentauren-Herde, ein Giftpfeil und Elatos' Arm.
Herakles soll für seine vierte Helden-Arbeit den Erymanthischen Eber lebend einfangen. Bevor er seine Aufgabe aufnehmen kann, wird er von einer Gruppe Kentauren angegriffen. Er kann sich derer erwehren, und sie fliehen, von Herakles verfolgt, ins arkadische Malea zum Kentauren Cheiron. Kurz bevor sie diesen erreichen, kommt Elatos ins Spiel: „Sobald die Kentauren auf denselben (Cheiron) zustürzten, schoss Herakles einen Pfeil auf sie (die Kentauren) ab, der aber durch den Arm des Elatus in das Knie des Cheiron fuhr.“ Cheiron leidet an der Wunde und wünscht zu sterben, was ihm Zeus dann auch gewährt.
Über Elatos’ weiteres Schicksal und seinen Tod schweigt sich der Autor aus. Der Leser muss seine Schlüsse ziehen. Da Herakles nach seiner zweiten Helden-Aufgabe, der Tötung der Hydra, seine Pfeile in deren giftiges Blut getaucht hatte, waren diese hochgiftig und tödlich, auch Elatos muss daran gestorben sein. Zur Bekräftigung dieser Überlegung erzählt Apollodor im Anschluss das Schicksal des Kentauren Pholos: „Dieser hatte nämlich den Pfeil aus einem Leichname gezogen und in der Verwunderung, dass ein so kleines Ding so große Körper zu Grunde gerichtet, war ihm derselbe aus der Hand geglitschet und in den Fuß gefahren, und hatte ihn auf der Stelle getötet.“

Symbol des Planeten-Zentauren Elatus, Epsilon und Pfeil

## Rezeption
Ein 1999 entdeckter Kleinplanet wurde nach ihm benannt, der rote Zentauren-Asteroid Elatus mit der Nummer 31824.